# Het boek der onsterfelijken
Het boek der onsterfelijken is een Franse stripreeks die begonnen is in augustus 2004 met Anne Ploy als schrijver en Frédéric Juret als tekenaar.

## Albums
Alle albums zijn getekend door Anne Ploy, getekend door Frédéric Juret en uitgegeven door Dupuis.
1. De hoedster van de tijd
2. De wegbereider
3. De dromenbinder